# Liste der Biografien/Cv
Liste der Biografien |
Portal Biografien |
Personensuche
# |
A |
B |
C |
D |
E |
F |
G |
H |
I |
J |
K |
L |
M |
N |
O |
P |
Q |
R |
S |
T |
U |
V |
W |
X |
Y |
Z |
?
 
Ca |
Cb |
Cc |
Ce |
Ch |
Ci |
Cj |
Ck |
Cl |
Cm |
Cn |
Co |
Cr |
Cs |
Ct |
Cu |
Cv |
Cw |
Cy |
Cz
Die Liste der Biografien führt alle Personen auf, die in der deutschsprachigen Wikipedia einen Artikel haben. Dieses ist eine Teilliste mit 52 Einträgen von Personen, deren Namen mit den Buchstaben „Cv“ beginnt.

## Cv

### Cva
- Čvančara, Tomáš (* 2000), tschechischer FußballspielerTomáš Čvančara (* 2000)

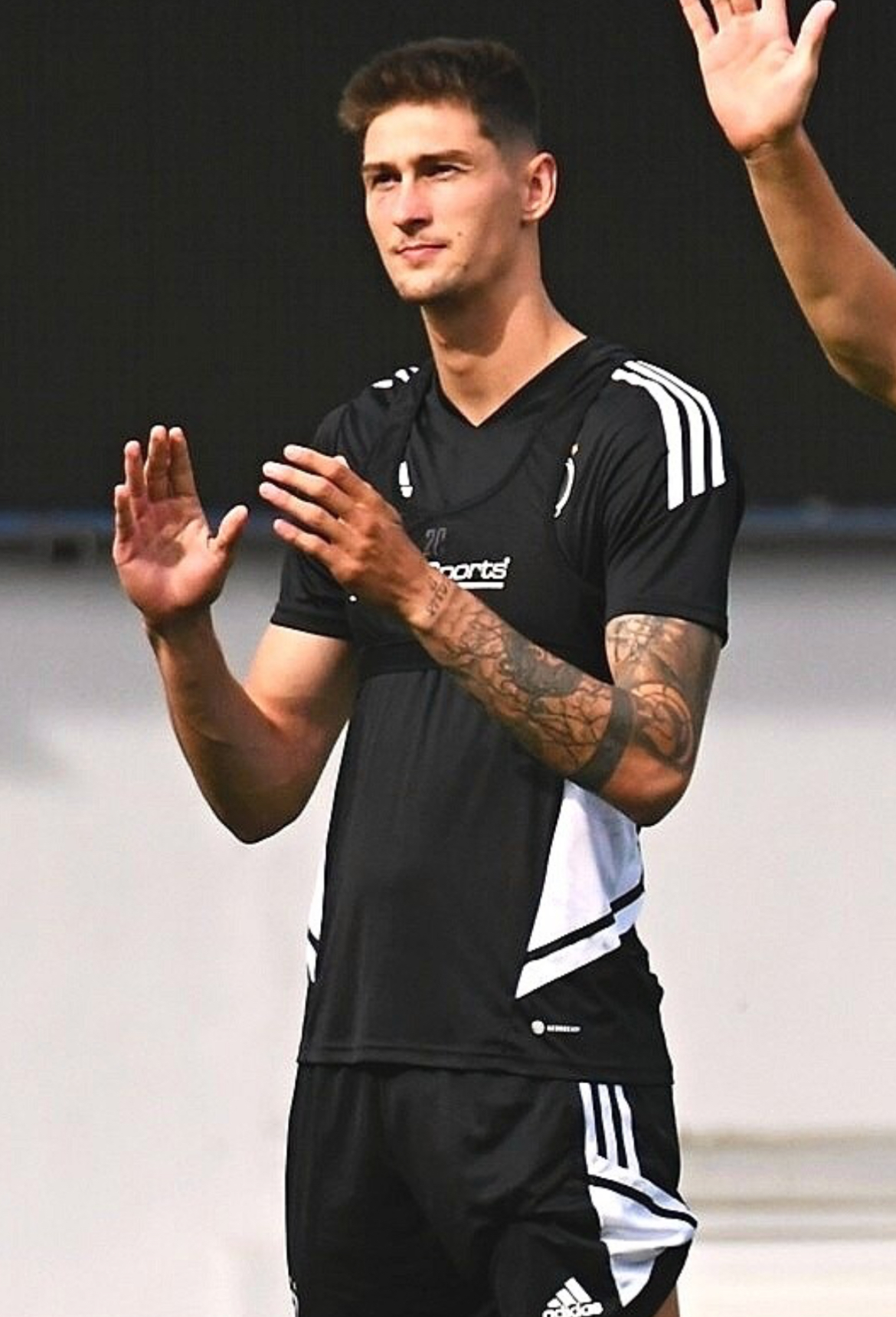
Tomáš Čvančara (* 2000)

- Čvančarová, Jitka (* 1978), tschechische Schauspielerin
- Cvašková, Veronika (* 1981), slowakische Grasskiläuferin

### Cve
- Cvejić, Biserka (1923–2021), jugoslawische Opernsängerin (Mezzosopran/Alt)
- Cvek, Robert (* 1979), tschechischer Schachgroßmeister
- Cvernová, Monika (* 1990), tschechische Fußballspielerin
- Cvetanovska, Ana (* 2000), nordmazedonische Skilangläuferin
- Cvetek, Igor (* 1986), slowenischer Eishockeyspieler
- Cvetko, Andreas (* 1963), österreichischer Fußballspieler
- Cvetko, Christopher (* 1997), österreichischer Fußballspieler
- Cvetko, Rudolf (1880–1977), slowenischer Fechter
- Cvetković, Aleksandar (* 1947), serbischer Maler
- Cvetković, Aleksandar (* 1995), serbischer Fußballspieler
- Cvetković, Anastasija (* 2008), serbische Tennisspielerin
- Cvetković, Borislav (* 1962), jugoslawischer Fußballspieler
- Cvetković, Branko (* 1978), serbischer Fußballspieler und Trainer
- Cvetković, Branko (* 1984), serbischer Basketballspieler
- Cvetković, Dragiša (1893–1969), jugoslawischer Politiker
- Cvetković, Ivan (* 1981), serbischer Fußballspieler
- Cvetković, Jelena (* 1991), serbische Fußballschiedsrichterin
- Cvetković, Jovica (* 1959), jugoslawischer und serbischer Handballspieler und -trainer
- Cvetković, Marijan (1920–1990), jugoslawischer Politiker
- Cvetković, Mirko (* 1950), serbischer Politiker und Minister
- Cvetković, Nenad (* 1996), serbischer Fußballspieler
- Cvetković, Radmila (* 1961), serbische Handballspielerin
- Cvetkovič, Tina (* 2000), slowenische Tennisspielerin
- Cvetković, Zvjezdan (1960–2017), jugoslawischer Fußballspieler
- Cvetkovski, Michael (* 1987), australisch-mazedonischer Fußballspieler
- Cvetnić, Ratko (* 1957), kroatischer Autor und Sekretär des kroatischen Badminton-Verbandes

### Cvi
- Cviertna, Erich (1951–2013), tschechischer Fußballspieler und -trainer
- Cviić, Christopher (1930–2010), kroatisch-britischer Journalist
- Cvijanović, Alexander (1923–2019), jugoslawisch-US-amerikanischer Architekt, enger Mitarbeiter von Walter Gropius
- Cvijanović, Željka (* 1967), bosnische PolitikerinŽeljka Cvijanović (* 1967)

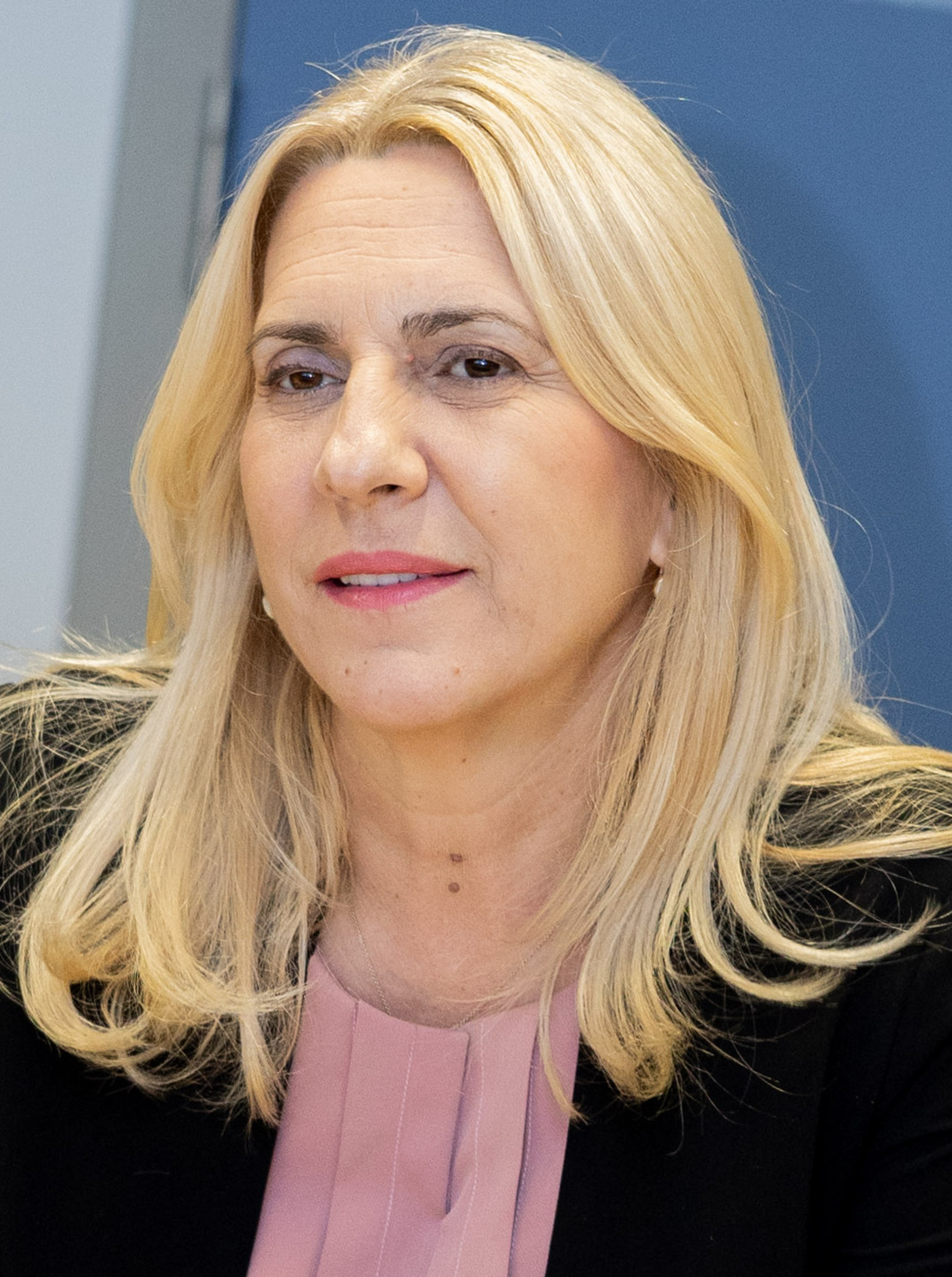
Željka Cvijanović (* 1967)

- Cvijić, Dragana (* 1990), serbische Handballspielerin
- Cvijić, Jovan (1865–1927), jugoslawischer GeographJovan Cvijić (1865–1927)

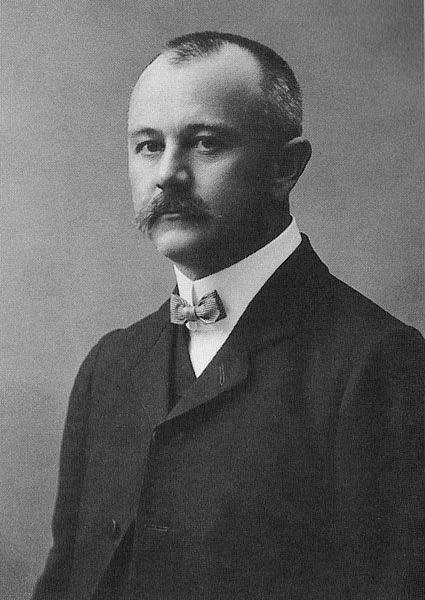
Jovan Cvijić (1865–1927)

- Cvijović, Stefan (* 1989), serbischer Musiker
- Cvikl, Alojzij (* 1955), slowenischer Ordensgeistlicher, römisch-katholischer Erzbischof von Maribor
- Čvirik, Peter (* 1979), slowakischer Fußballspieler
- Cvirn, Janez (1960–2013), slowenischer Historiker
- Cvitan, Ognjen (* 1961), kroatischer Schachmeister
- Cvitanich, Darío (* 1984), argentinischer Fußballspieler
- Cvitanović, Igor (* 1970), kroatischer Fußballspieler
- Cvitanović, Mario (* 1975), kroatischer Fußballspieler
- Cvitanović, Predrag (* 1946), kroatischer Physiker
- Cvitešić, Zrinka (* 1979), kroatische Schauspielerin
- Cvitković, Ivan (* 1945), jugoslawischer bzw. bosnischer Religionssoziologe

### Cvj
- Cvjetićanin, Emanuel (1833–1919), österreich-ungarischer Feldmarschalleutnant
- Cvjetinović, Mladen (* 2003), deutsch-bosnischer Fußballspieler
- Cvjetko, Lara (* 2001), kroatische Judoka
- Cvjetković, Vesna (* 1954), kroatische Diplomatin und Politikerin

### Cvo
- Čvorović, Ivan (* 1985), serbisch-bulgarischer Fußballtorhüter

### Cvr
- Cvrček, Radim (1931–2004), tschechoslowakischer Filmregisseur und Drehbuchautor